# Condalia spathulata
Condalia spathulata är en brakvedsväxtart som beskrevs av Asa Gray. Condalia spathulata ingår i släktet Condalia och familjen brakvedsväxter. Inga underarter finns listade i Catalogue of Life.